# Ифира-меле
Язык ифи́ра-ме́ле (меле-фила, имере, фила) — внешнеполинезийский язык, используемый на территории двух этнических анклавов среди преимущественно меланезийских поселений на территории провинции Шефа в тихоокеанской республике Вануату. Отдельного самоназвания у языка нет, поэтому в научной литературе принято обозначать его по названию двух деревень, где он распространён, или лишь по названию одной из них, причём зачастую используются разные формы этих названий.
В отличие от абсолютного большинства полинезийских языков, в ифира-меле допустимы (и нередко встречаются) закрытые слоги. Это принято считать следствием значительного и долгосрочного влияния языков коренных обитателей архипелага — ни-вануату. Следы контакта с носителями вануатских языков также просматриваются в морфологии, фонологии и синтаксисе. Именно в силу достаточно нетипичного сочетания черт полинезийских и меланезийских языков ифира-меле привлёк внимание многих лингвистов и на данный момент изучен и описан куда подробнее, чем большая часть внешнеполинезийских языков.